# 自殺

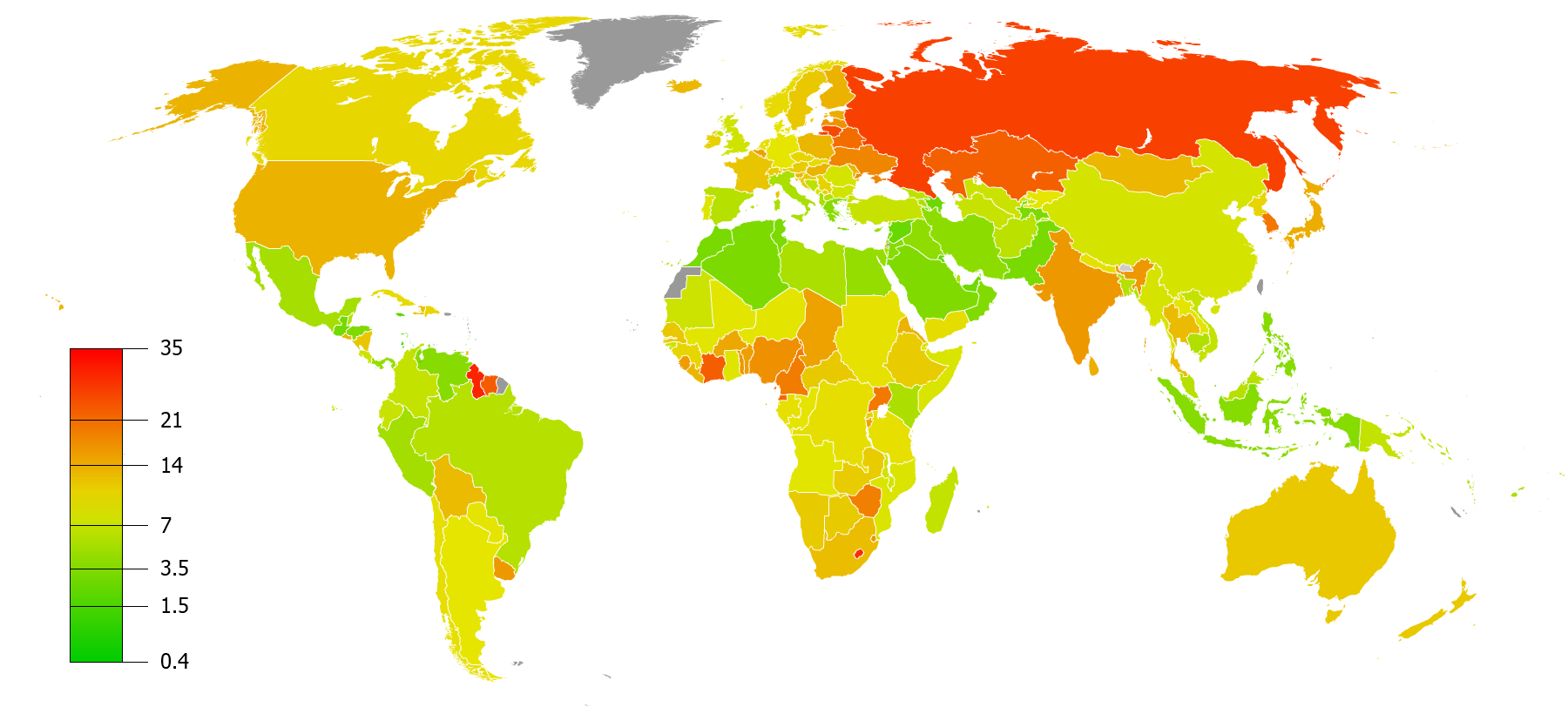
2016年WHO公布的每10万人口自杀率(年龄标准化)。自杀率高度、红＞黄＞绿

自殺，也被稱為自盡、自死、輕生、自戕等，指導致自我死亡的行為。有效的自殺危機干預，包括社群支持、心理治療、藥物治療、提供安全環境等。電話干預熱線的效果目前依然沒有得到很完善的數據研究。常用的自殺方式因地區而異，部分與有效手段等可得性有關。男性的自殺率通常高於女性。每年自殺未遂案例數約10至2000萬例。曾嘗試過自殺的人未來嘗試自殺的可能性相對較高。
自殺的風險因素涉及多個層面，主要包括心理（憂鬱症、雙相情感障礙、複雜性創傷後壓力症候群、思覺失調等）、社會（社會孤立、校園欺凌、家庭暴力、巨額債務等）、環境（媒體報導、自殺方法可得性、重大生活變故等）、生物因素（腦損傷、慢性疾病、神經生物學異常等）和生死觀（文化、宗教、價值觀、社會認知等）。此外，亦有理性自殺（如拯救他人或免除痛苦）、宗教、軍事及政治自殺（如抗議或恐怖襲擊）等情況。
個體對自殺行為的認知受社會規範、文化和價值觀等因素的影響。自殺者的親屬及周遭人群普遍將此類事件視為重大災難，並給予負面評價。自殺及自殺未遂在許多地區被認定為刑事犯罪。

## 定義
根据世界卫生组织定义：“自杀行为是指包括考虑自杀（或自杀意念）、计划自杀、自杀未遂及自杀本身的一系列行为”，“自杀行为是一个复杂的现象，是由个人、社会、心理、文化、生物和环境等多种因素相互作用而导致的”。
試圖非致命的自殺行為一般視為自殘。协助自杀是指一個人藉由提供建議或是其他方式，協助有死亡意願者達成目的，但沒有直接參與導致死亡的過程，這和安樂死不同，在安樂死中他人有直接參與導致死亡的過程。自殺意念是有自殺的想法，有可能會演變成意圖自殺。

## 背景

### 詞源
自殺在中文又名自盡、自絕、自裁、自害、自戕、尋短、輕生，特指某種自殺方式的詞彙有自縊（自經）、自刎、自鴆、自溺、飲彈、跳楼等。
在英語等西方語言中，自殺一詞源於拉丁語suicidium，意為「將自己殺死」。

### 人類的自殺
现实的研究大多集中在人类的自杀行为上，尽管已经存在一些研究活动是在研究其它物种的自杀行为。人类的自杀就是指自杀的当事者是人类，一般情况下，自杀当事者是一个当事人。
自杀通常是由于绝望, 其原因经常是归咎于精神障碍，例如重性抑鬱疾患、 躁郁症、 精神分裂症、酗酒或药物滥用。压力因素如经济困难或人际关系问题通常与之有关。防止自杀工作包括：限制接近枪械的机会、治疗精神障碍和药物误用、以及改善经济发展。
一直以來，人們對於自殺的看法受到宗教、榮譽感和人生意義這類普遍存在的議題所影響。亞伯拉罕諸教認為生命神聖，所以自殺有違上帝旨意。現在大部分西方國家已不再將自殺和自殺未遂視為非法，但自殺在許多國家仍屬於犯罪行為。
在很多宗教中，自殺是罪惡的，有些國家的法律禁止自殺或協助他人自殺，但在部份國家的文化中，自殺有時是具有榮譽感的行為，並獲得輿論的肯定，如历史上舰只沉没船长可能会因其职责而拒绝逃生。回教认为，非正當理由的自杀是不光彩的行为；佛教认为，非正當理由的自杀仍是殺生，不能逃脱罪孽和痛苦，而是犯了非常重的杀戒，是極大罪業，会堕落地狱；中國道教則認為自殺的冤魂會經歷無止盡的痛苦，每天重複一次死亡的過程，直到找到替身；或者被監禁於枉死城。在西方，出于宗教信仰中生命的神圣属性，自杀经常被看作严重的犯罪行为和对創造生命的上帝大不敬。如基督宗教（天主教、東正教、新教）反對任性、無意義的自杀，但不反對能成就人性意義的自殺（如殉道）。
自殺的原因多和心理層面相關，因此是心理學的研究課題之一，另外也與憂鬱症、躁鬱症等精神疾病有相當的關联，故亦為精神醫學的研究範疇。在現代精神醫學中，對自殺有一個基本的假定：「自殺總是發生在非正常狀態下，或是社會偏離了常態，或是一個人的精神狀況偏離了常態。」
於中小學校之心理教育輔導中自殺亦為重要課題，一般認為青少年的自殺易受新聞報導及同伴影響。中華人民共和國衛生部於2004年稱每年有28.7萬多人自殺。在台灣，自殺於1997年首次進入十大死因排行榜，2005年有超過四千人自殺身亡。世界卫生组织的统计显示，2015年平均每40秒就有一个人自杀，使自杀成为全球15~29歲青少年主要致死因素之一。2019冠狀病毒病期间，马来西亚自3月至10月有高达266人自杀，马来西亚前首相马哈迪·莫哈末透过推特上载一则勉励马来西亚人的短片时指出，马来西亚人无论面临多大的挑战都要忍耐与坚强，以面对一切的困境。
世界衛生組織表示在2019年有70多萬人死於自殺。在2000年至2019年的20年間，全球自殺率下降了36%，但在此期間美洲的自殺率仍上升17%。

## 风险因素

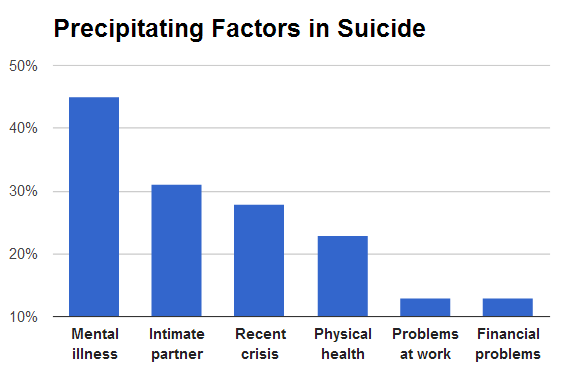
2008年美国16个州自杀的促发情况。

影响自杀可能性的因素包括污染、精神疾病、药物濫用、心理状态、文化、家庭和社会情况、以及遗传。
精神疾病和药物误用经常共同存在。其他危险因素包括曾企图自杀、执行自杀方法的易可得性、自杀的家族史或外傷性腦損傷的存在。例如，发现自杀率在存在持槍家庭高于没有枪械的家庭。社会经济因素如失业、贫穷、无家可归和歧视可能会引发自杀念头；監所囚犯的自殺率也遠高於一般人口；约15–40%的人会留下遗书。。遗传似乎解释了38%至55%的自杀行为。退伍军人在一定程度上存在与战争有关的精神疾病和身体健康问题的较高发生率，所以有较高的自杀可能性。霸凌受害者也有較高的自殺風險，但霸凌本身不直接導致自殺，而是藉由使受害者憂鬱而增加受害者的自殺傾向，換句話說，霸凌間接導致自殺。

### 心理状态
一系列心理状态均可增加自杀的可能性，包括： 绝望、生活乐趣的丧失、抑郁和焦虑。解决问题能力较差、丧失以往拥有的能力、以及难以控制冲动的情绪等均在自杀可能性中扮演着一定的角色。在老年人群中，觉得自己是他人的负担这种想法也在自杀中扮演着重要角色。
近期生活上的压力，例如：失去家庭成员、失戀、失业、社交孤立（例如：独自生活）等均能导致可能性的增加。而那些从未踏入婚姻殿堂的人群，自杀的可能性也比较高。宗教信仰可能会降低自杀的可能性。。这一方面是因为许多宗教对自杀均持负面立场，另一方面是因为宗教信仰可能会使得人们加强联系。回教徒与其他宗教信徒人群相比，其自杀率则更低。
有人可能会通过自杀的方式来逃避欺凌或歧视。童年时期经历的性虐待和在寄养家庭中生活的经验均是自杀的原因。而性虐待则被认为占到了整体可能性中约20%的比例。
演化心理学对自杀的解释是，它可能会改善整体适应度。如果某人无法再次生育，且在存活期间不断吞噬家人所拥有的资源，则該人选择自杀后，就有可能会改善整体适应度。针对此观点的一个反对意见是，健康的青年人士若选择以自杀的方式来结束自己的生命，未必會改善整体适应度。适应一个完全不同的原始环境可能与适应当前环境截然不同。
贫穷也和自杀可能性有所联系。而贫富差距的拉大更是能够加大某人自杀的可能性。印度自1997年以来有超过20万农民选择了自杀，部分原因就是债务缠身。而中国农村地区的自杀概率则比城镇地区高出三倍，其部分原因是該地区的经济仍旧比较困难。
有證據顯示霸凌增加自殺風險，但霸凌本身不直接導致自殺，而感到憂鬱是受霸凌影響的小孩自殺的主要原因之一，換句話說，霸凌間接導致自殺。據估計，光是在英國，每年就有大約15到25個小孩因為受人欺負而自殺。

#### 精神障碍
精神障碍通常在自杀时出现，估计发生率由27%。至多于90%。其中曾入住精神病院的人，他们完结自杀的终生风险是约8.6%。全部自杀死亡者的半数可能有重性抑郁障碍；出现这个疾病或其他情绪障碍的其中一种，例如躁郁症，皆会增加自杀率20倍。其他牵连的情况包括思覺失調症（14%）、人格障碍（14%）、躁郁症和創傷後壓力症候群。约5%思覺失調症病人死于自杀。饮食失调症是另一个高危情况。
过去有謀求自杀的經历是最终完成自杀的最佳预测指标。约20%的自杀者曾有謀求自杀的舉動，并曾謀求自杀的1%人在一年内会成功自杀；多于5%的人在10年后会自杀。虽然自残的行为并不视为謀求自杀，但是自我伤害行为的出现与自杀可能性增高有关。
约80%的成功自杀者在其死亡前的一年内曾就诊，包括45%的人在过去的一个月内曾就诊。约25–40%完成自杀的人在过去的一年内曾接触心理卫生服务。

#### 囚犯自殺

歐盟國家在2011-2015年間，監獄囚犯自殺率與一般大眾自殺率的比較
一般大眾中每年每十萬人的自殺率
監所囚犯中每年每十萬人的自殺率

監所囚犯自殺之概率高於常人。據一項研究，美國囚犯的自殺率，是一般大眾的三到八倍；而在許多國家，囚犯的自殺率也都高於一般人口；然而，目前尚不了解這種高自殺率，到底是監獄環境導致的，還是有自殺傾向的人更容易犯罪導致的。囚犯自殺的風險因子中，個人因素包括了自殺念頭、嘗試自殺的歷史以及心理診斷等；機構因素包括被關在單獨牢房且沒有訪客等；而犯罪學因素則包括了還押候審的狀態、被判處無期徒刑、被控暴力犯罪，尤其被控殺人等。
監獄囚犯自殺常見的外顯動機包括：害怕其他獄友、害怕犯罪後果或監禁，以及因為被關押而失去重要關係等等；在監所中，隔離牢房是最常出現囚犯自殺的地點；而囚犯最常自殺的時間是早上。在美國，有自殺傾向的囚犯可能會受到監視。

#### 死囚現象
在美國等地，因為死刑執行曠日廢時之故，使得許多死刑犯出現「死囚現象」，指因為等待死刑執行所產生的心理壓力，出現這種壓力的死囚可能會出現幻覺，也會出現自殺傾向。心理學家指出，死囚等待死刑的時間一長，再加上死囚牢房的生活條件，會使人出現幻覺、自殺傾向，以及危險的瘋狂舉動。莱斯特（Lester）和塔塔羅（Tartaro）做的研究顯示，在1978至1999年之間，美國死囚的自殺率是每十萬人中113人，這比例高於美國一般民眾自殺率的十倍，也高於美國普通囚犯自殺率的六倍。
在美國最高法院，諸如約翰·保羅·史蒂文斯和史蒂芬·布雷耶等大法官，曾多次表示說死刑執行的拖延及死囚對死刑的等待，使得死刑成為殘忍且不尋常的刑罰；然而諸如安東寧·斯卡利亞和克拉倫斯·托馬斯等立場較保守的大法官拒絕這樣的看法，他們指出死刑之所以會變得曠日廢時，乃是死囚本身諸如不斷提出上訴等行為，以及廢死派法官等所造成的。

#### 药物滥用

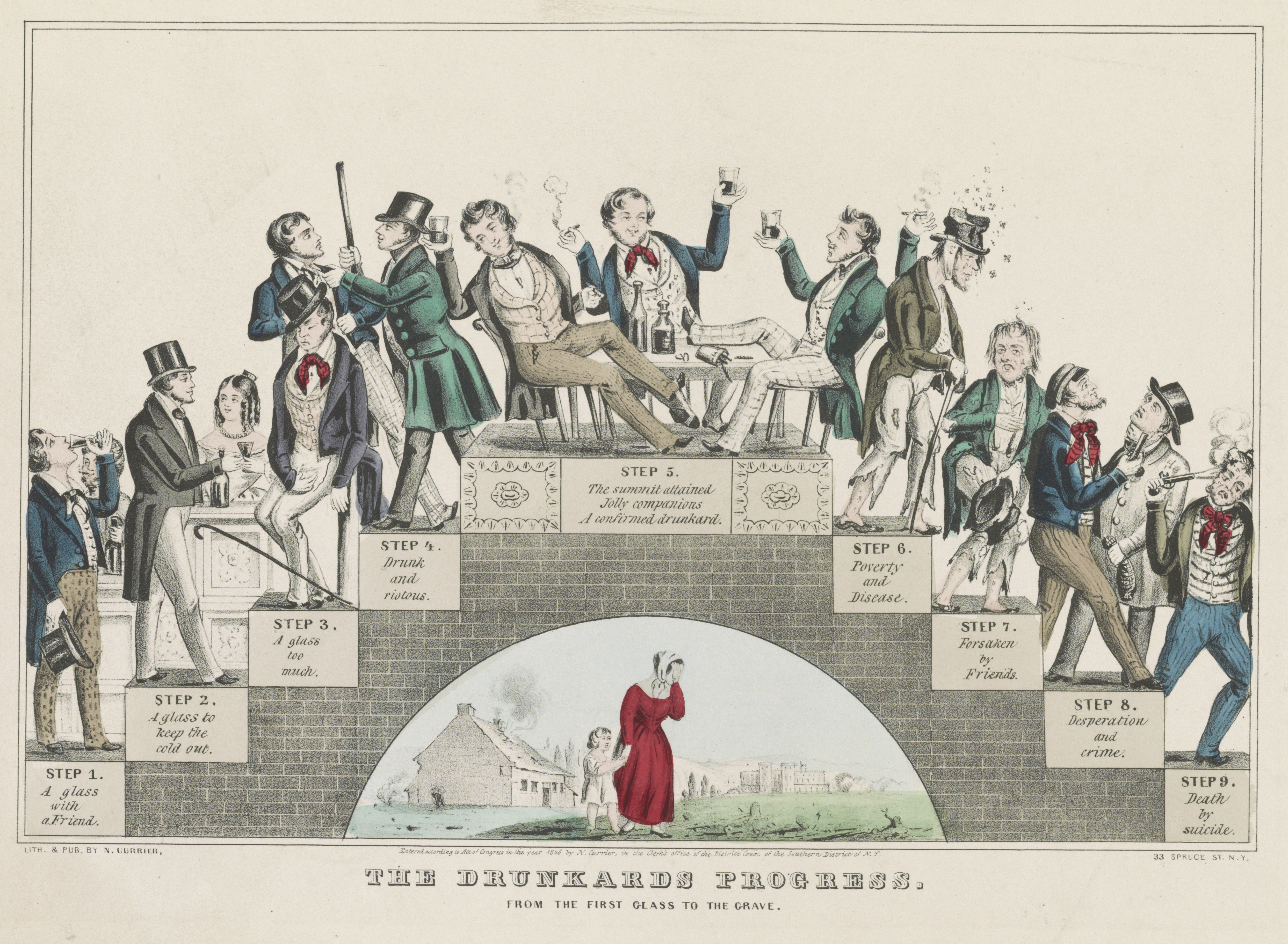
"The Drunkard's Progress", 1846体现了酗酒如何能够导致自杀

药物滥用是继重性抑郁障碍和躁郁症后，次常见自杀的风险因素。慢性药物误用与藥中毒有关连。如果合并個人悲伤例如丧亲，风险便会进一步增加。同时，药物误用与精神障碍有关连。
大多数的人自杀时皆受到镇静安眠药（例如酒精或苯二氮卓类药物）的影响，其中15%至61%的人出现酗酒问题。有较高的酒精使用率和较高密度酒吧之国家通常亦有较高的自杀率，而此关连主要是与烈酒使用而并不是与全部酒精使用有关。在其一生中某个时间点曾接受酗酒治疗的约2.2–3.4%人死于自杀。有自杀企图的酗酒者通常是男性、年纪较大并过去曾企图自杀。3%至35%使用海洛英的死亡个案是死于自杀，高于不使用海洛英的人约14倍。
可卡因和甲基苯丙胺的误用与自杀有高相关。使用可卡因的人在戒断期的风险最高。使用吸入剂的人亦有较高的风险，其中约20%的人在某个时间点曾企图自杀，同时多於65%曾考虑自杀。吸烟与自杀风险有关连。关于此关连出现的原因的证据极少；不过假设有吸烟倾向的人亦存在自杀倾向，并且吸烟引起的健康问题也使人其后想结束生命，并且吸烟影响脑化学作用，引起自杀倾向。但大麻似乎并不单独增加此风险。

#### 嗜赌
与一般人群相比，赌博成瘾与日益增涨的自杀意念和企图紧密相联。约有12%至24%的病态赌徒有自杀的倾向。而他们的配偶的自杀率则比一般人群要高出三倍。其他导致嗜赌者自杀风险加大的因素还包括心理疾病、酗酒和药物滥用。

### 医疗状况
自杀与生理健康问题之间还存在着联系，包括：慢性疼痛、创伤性脑损伤、癌症、需要采用血液透析的病患、艾滋病毒、系统性红斑狼疮等等癌症确诊可能会导致接下来病患的自杀可能性翻番。且在治疗抑郁症和酗酒的过程中，自杀可能性也会普遍增加。而拥有多种医疗状况的人群则更是自杀高危人群。在日本，健康问题被列为是自杀的主要理由。
睡眠障碍，例如失眠和睡眠呼吸暂停，也是导致抑郁症和自杀的原因。在某些情况下，睡眠障碍还有可能是独立于抑郁症之外的自殺原因。其他的医疗状况也可能带来与情绪障碍类似的症状，包括： 甲状腺功能减退、阿兹海默病、脑肿瘤、系统性红斑狼疮和药物副作用（例如β受体阻滞剂和类固醇）。

### 媒体
媒体（包括互联网）也起着重要的作用。媒体对于最具影响力的自杀事件的描述通常采取大量、突出和重复的报道，对其进行美化，使其充满了浪漫主义的色彩，而这种做法可能会产生促进自殺的影响。一旦对某种具体自杀方式详细描述，则整体自杀人群中采用这一方式的比例可能会增加。
自杀模仿的行爲又稱爲维特效应，是根据歌德所著的《少年维特的烦恼》一书中，最终以自杀结束生命的主人翁来命名的。因此对于可能将死亡浪漫化的青少年来说，他们的自杀可能性更高。另外，除了新闻媒体对自杀现象有着重大影响以外，娱乐媒体的影响却有时表现得含混不清。与维特效应相对的是拟定的帕帕基诺效应，即指如果媒体避免报道复制自杀的细节，则可能会起到保护性的作用。这一术语则源于莫扎特歌剧《魔笛》劇中角色帕帕基诺因害怕失去所爱之人企图自杀，後來得救。因此，一旦媒体遵守反對自殺的报道规则，自杀的可能性是可以得到降低的。但是，从长远来看，让该行业采取这种做法可能比较困难。
世界衛生組織在2000年時曾出版《自殺預防：給媒體從業人員的指引》（英語：PREVENTING SUICIDE：A RESOURCE FOR MEDIA PROFESSIONALS），其中提到有關媒體報導自殺新聞時，六個建議及六個避免的事項（「六要」和「六不」）。

### 他人压力
集体自杀通常是指自杀成员在臣服于某一领导人时，出于同侪压力而走向自杀之路。集体自杀甚至包括只有两人的情况，这种现象通常被视为自杀协定。
在古代，一些統治者會以命令逼人自殺，這種以權力逼迫他人自殺的行為，又稱賜死；另外在印度，丈夫過世後，寡婦可能因為自願或迫於家庭和社會壓力，在丈夫的火葬儀式中跟著自焚殉葬，這項習俗稱爲娑提，後來在英國統治期間遭到禁止。

### 理性型
理性自杀是指某人在理由充分的情况下结束自己的生命的做法。尽管有些人认为自杀行为无论如何也不合逻辑。以自杀来使他人获益的行为被称为利他性自杀。例子包括：一名老者结束自己的生命，使得社区中的青年人能够获得更多的食物。在某些爱斯基摩文化中，这种做法是受人尊敬、极富勇气、充满智慧的行为。楢山節考也建基於此等原則。
在无法忍受生活的煎熬时，为了减轻痛苦，有些人会选择自杀的方式来获得解脱。许多曾经在纳粹集中营里饱受煎熬的囚犯，以故意触摸带电栅栏来结束自己的生命。谋杀后自杀是指某人在谋杀他人后一周内自杀的行为。

### 政治因素
自杀性袭击是一种袭击者通过牺牲自己的生命对他人实施暴力袭击的政治行为。某些人体炸弹则通过这种方式获得烈士的身份。
从镰仓幕府至今的日本，存在着传统上认为专属于武士的自杀方式——切腹。切腹自尽既是一部分武士或效仿者在战败后自尽（如大谷吉继）、抗議（如平手政秀）、殉死（如乃木希典）等的方式，也是一种专属的刑罚（如千宗易）和处置方式（如清水宗治），这种自杀方式至今仍然存在（参见三岛由纪夫）。
在20和21世紀，自殺已成為特殊情況下的抗議形式， 敢死隊和自殺炸彈則用來作為軍事戰略或恐怖攻擊。

## 自杀方式

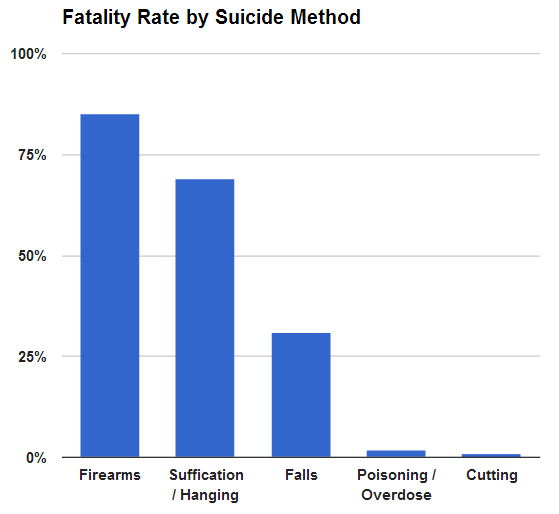
美国按自杀方式分类的案例死亡率。

各国内部的主要自杀方式也不尽相同。不同地区的主要自杀方式包括上吊、服毒和吞槍。自杀方式出现如此差异，人们认为一部分原因是由于各种方式在不同地区的可用程度不同。根据一份针对56个国家的调查来看，上吊仍是大部分国家自杀人口使用的最常见方式，其在男性自杀者中占到了53%的比例，而在女性自杀者中则占到了39%的比例。
全球有30%的自杀案例采取的是服毒的方式。然而，欧洲仅有4%的自杀人口采取这种方式，而在太平洋地区，采取服毒自杀的比例则超过了总自杀人口的50%。服毒自杀在拉丁美洲也比较常见，因为农民很容易获得农药来自杀。在许多国家中，约有60%的女性自杀者和30%的男性自杀者采取过度服用药物来自杀。但许多这样的自杀案例却纯属偶然，通常是在自杀者情绪极不稳定时发生的。不同自杀方式的死亡率也有所不同： 持枪自杀死亡率为80-90%、投河自尽死亡率为65-80%、上吊死亡率为60-85%、汽车尾气中毒死亡率为40-60%、跳楼死亡率为35-60%、烧炭自杀死亡率为40-50%、服毒自杀死亡率为60-75%、过度用药死亡率为1.5-4%。最常见的自杀未遂方式与最常见的成功自杀方式又有所不同，在发达国家，自杀未遂案例中有85%的自杀人口均是采用的过度用药的方式。
在美国，自杀人口中约有57%选择使用枪支，且采用这种方式自杀的男性比女性要多。接下来，男性中比较常见的自杀方式是上吊，而女性中比较常见的方式为服毒。这几种自杀方式的总和占到了美国自杀人口的约40%的比例。在瑞士，尽管几乎人人都拥有一支手枪，但该国自杀人口中采用最常见的方式却是上吊。跳楼自杀在香港和新加坡均比较常见，分别占到了自杀人口的50%和80%。而在中国，悬梁自尽也即上吊则是比较有名的方式，此外，服药也较为常见，主要以农药为主。在日本，切腹的方式依然存在，但上吊仍旧是最为常见的自杀方式。

## 病理生理學
对于任何自杀或抑郁症来说，尚未找到统一的基本病理生理學来进行解释。但普遍认为这是由于行为因素、社会环境因素和精神因素相互影响所导致的。
低水平的脑源性神经营养因子（BDNF）与自杀有直接相关性，并与重度抑郁症、创伤后应激障碍、精神分裂症和强迫症有着间接相关性。尸体剖检研究发现海马体和前额叶皮质中的BDNF有所下降，不论该死者是否患有精神疾病。血清素是一种大脑中的神经递质，它被认为在自杀人群中水平较低。一方面，人们发现在死亡后，人体中的5-HT2A受体水平有所提高。其他一些证据包括脑脊液中的血清素和5-羟吲哚乙酸的水平出现下降。但与此相关的直接证据却是很难搜集的。表观遗传学是一种研究不改变DNA基因序列的环境因素所致的基因表达水平变化的科学，而它也被认为在决定自杀风险时起到了一定作用。

## 预防
自杀预防是指人们通过使用一些预防措施，集体防范以减少自杀事件的行为。自殺防制的方式包括管制可能用來自殺的物品（如槍枝及毒藥），提高取得的難度，治療心理疾病及物質濫用，改善媒體報導自殺的方式，及提升經濟條件等。生命線之類的協談電話雖常見，但到2016年時，有關其成效的研究還不太充份。在许多手机软件及搜索平台以關鍵字“自杀”搜索，会出现自杀劝阻的相关页面。

### 有自殺傾向的初期現象
想自殺的人可能會在自殺前數天、數星期或數月有以下的表現：
- 表示自己一事無成、沒有希望或感到絕望
- 感到極度挫敗、羞恥或內疚
- 心中感到愤怒，痛苦，负面情绪无法倾诉和宣泄，感到自己一点一点被瓦解，希望得到解脱或重生
- 曾經寫出或說出想自殺
- 談及「死亡」、「離開」及在不尋常情況下說「再見」
- 將至愛的物品送走
- 了無生趣，對任何事情都不感興趣
- 避開朋友或親人、不想和人溝通或希望獨處
- 性格或儀容劇變
- 作出一些失去理性或怪異的行為
- 情緒反覆不定，由沮喪或低落變得異常平靜開心
- 長期失業
- 久病厭世
- 長期無法產生悲傷的情緒或壓抑自己的情緒過久
- 精神狀況處於失控
- 情感失控
- 對外界事物不再做出回應

## 流行病學
| unknown <3 3–6 6–9 9–12 12–15 15–18 | 18–21 21–24 24–27 27–30 30–33 >33 |

2004年间每10万居民中由自残导致的死亡人数。
unknown
<3
3–6
6–9
9–12
12–15
15–18
18–21
21–24
24–27
27–30
30–33
>33

大约有0.5%-1.4%的人群会以自杀的形式来结束自己的生命。从全球来看，截止2008、2009年，自杀已经成为第十大主要死亡原因，每年约造成80万至100万人死亡，每10万人的年死亡率达到11.6人。自上世纪60年代以来到2012年，自杀率已经上升了60%，且新增部分主要位于发展中国家。每10到40件自杀未遂事件中，就有一件最终致死。
自杀率在不同国家和不同时间段的表现也大相径庭。2008年的各地区死亡率分别为：非洲0.5%、东南亚1.9%、美洲1.2%、欧洲1.4%。不同国家的每10万人死亡率为：澳大利亚8.6、加拿大11.1、中国12.7、印度23.2、英国7.6、美国11.4。2009年美国自杀案件约达3.6万起，位居美国主要死亡原因第十位。每年约有65万人因自杀未遂而被送入急诊室。立陶宛、日本和匈牙利则拥有最高的自杀未遂率。而中国和印度则拥有最高水平的绝对自杀数据，占到了全球的一半以上。在中国，自杀为第五大主要死亡原因。

### 性别
通常男性自殺完成的比率高於女性，而男性想要自殺的比率也是女性的四至五倍。估計每年有一千萬至二千萬人試圖自殺，試圖自殺可能會造成受傷甚至長期的失能。在西方國家中，年輕人較容易有試圖自殺的情形，女性發生比率是男性的五倍。
在西方国家，男性的自杀死亡率比女性要高3至4倍，尽管女性的自杀未遂率要比男性高出4倍。这是因为男性结束自己生命的方式往往更易致命。而这一差别在65岁以上的人群中的表现则更为明显，这一人群中男性的自杀率是女性的10倍。中国拥有全球最高的女性比男性自杀率，也是唯一一个女性自杀率高于男性自杀率的国家（比率为0.9）。在地中海东部地区，男性和女性的自杀率基本持平。韩国则拥有最高的女性自杀率，约为每10万人中就有22人自杀。女性自杀率在东南亚国家和太平洋西岸地区也普遍较高。
一般來說，同性戀者自殺率比異性戀高。跨性別者自殺率比順性別者高很多。

### 年龄
在许多国家中，自杀率最高的人群通常为中年人或老年人。但自杀绝对死亡数据则是在15岁至29岁的人群中最高，这是因为这一年龄层的人口较多。在美国，白种人中80岁以上的人群自杀率最高，尽管年轻人更容易尝试自杀。自杀也成为青少年死亡的第二大常见原因。且在年轻男性中，自杀是仅次于意外死亡的第二大死亡原因。在发达国家，自杀占到了年轻男性死亡率的近30%。在发展中国家，这一比率也比较类似，但是该比率占总死亡人数的比重较小，这是由于其他类型的创伤造成的死亡率较高所引起的。与其他地区相比，东南亚国家的年轻女性自杀率则比老年女性的自杀率要高。

### 国家/地区的差异

2004世界各国自杀率（每年每10万人中自杀人数）示意图
无数据
少于3
3–6
6–9
9–12
12–15
15–18
18–21
21–24
24–27
27–30
30–33
多于33

自殺方法也會隨著地區而不同，也會和自殺工具是否容易取得有些關係。常用的方式包括上吊、殺蟲劑中毒及枪械。自殺造成2013年842,000人死亡，較1990的712,000人增加，使之成為全球第十大死因。
謀求自杀的女性通常采用服用大量安眠药或其他药剂的方式来自杀。男性一般会选择更为有效的措施来自杀，例如开枪或者上吊，这類很快就能结束生命的方式。因而真正因自杀而死亡人数，男性是女性的3倍还要多。

#### 台灣

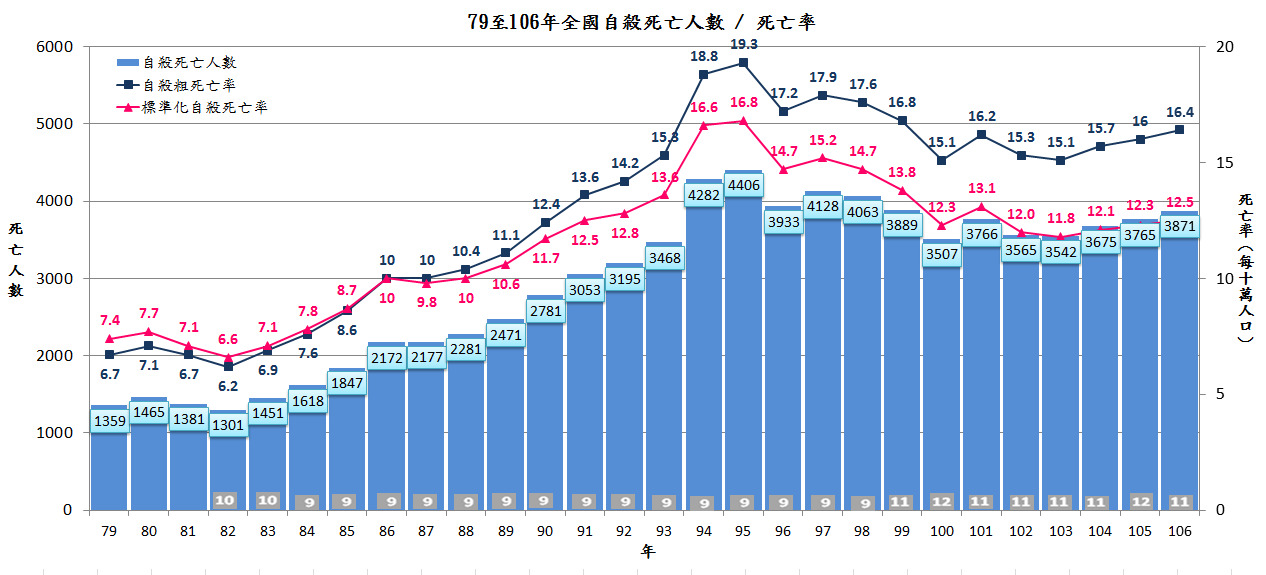
中華民國79-106全國自殺死亡人數統計

2012年自殺人數3766人，2012年男性自殺已遂人數較前年上升1%，女性則較前年上升19%，自殺原因則以「憂鬱傾向」因素為最大宗，「家庭成員問題」以及「感情」分別為第二、第三順位之誘發因素。
近年來，台灣的全年自殺身亡人數平均落在3500到4000人附近，平均每兩個小時就有一個人自殺身亡。 自殺曾經在1993年到2009年名列台灣的十大死因。現為台灣第十一大死因。2021年自殺人數為3585人。

#### 香港
2017年全年自殺死亡個案共916宗，按年跌38宗，惟19歲以下青少年自殺死亡個案卻增加，從2016年24宗增至2017年36宗，增加了五成。青少年自殺主要原因為學業及家庭問題，其次為生活不開心及情緒病。
性別比例方面，男性自殺死亡佔62%，女性則佔38%，香港撒瑪利亞防止自殺會認為數字上的迥異源於兩性表達能力的差異，並推斷男性自尊心較強，不願面對面與人傾談心事，宣洩情感。

#### 日本
日本警察廳公布自杀统计显示，2000年后已经连续14年有超过3万人自杀。2009年日本全国自杀人数暂定值3万2753人中，男性为2万3406人，女性为9347人，比2008年再增504人。从月份来看，去年3月至5月自杀人数最多，每月超过3千人，这一时期正是年度决算期，经济因素可能是自杀的诱因。2008年版日本自杀白皮书显示，自杀动机主要是经济、健康和家庭等。自杀群体中无业者所占比率过半数，为56.7%，远远超过其他群体的自杀人数。2008年版自杀白皮书显示，2007年日本自杀死亡率（10万人中自杀人数）达25.3，这大大高于世界卫生组织做出的世界平均自杀率每10万16人的估算。在工业国家当中，日本自杀率居榜首。
日本政府自2008年提出要在未来九年里将自杀率减少20%的目标。民主党新政权成立后也立即组建了自杀对策紧急战略小组，并在职业介绍所配备了精神保健专业人员。

## 历史

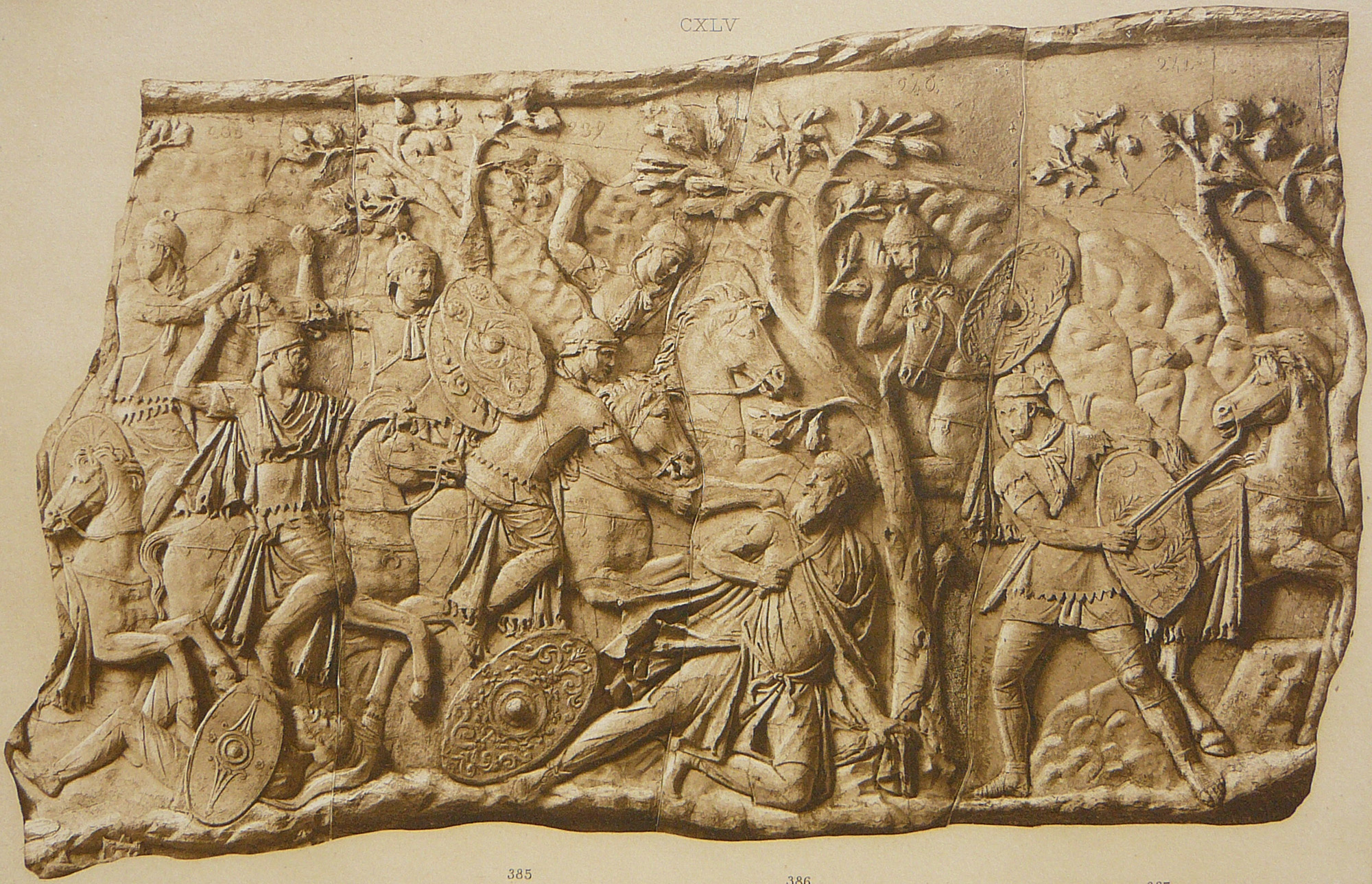
德凯巴鲁斯自杀身亡，来源于图拉真柱

在古雅典时期，未经国家允许就擅自自杀者，无法获得举行正常葬礼的权利。他将被单独埋在城市边缘处，没有墓碑或任何标记。在古希腊和古罗马时期，自杀是军队战败后可接受的死法。在古罗马，尽管自杀行为最初获得许可，但日后却由于其经济成本被视作一種罪行。法国路易十四于1670年颁布的一项刑法条例对自杀人群的惩罚则更为残酷：死者尸体将被拖入市区街道，面朝土地被倒挂起来，然后被扔入垃圾堆。另外，此人的所有财产也将被没收。在历史的长河中，自杀未遂的天主教会人士将被逐出教会，且自杀而死的人群则被埋在神圣墓地之外。在19世纪末期的英国，自杀未遂被等同于谋杀未遂，当事人可以被判绞刑致死。而在19世纪的欧洲，导致自杀行为的原因从最初的罪转变为由精神错乱所导致。

## 社会和文化

### 立法

各國的自殺法
自殺和协助自殺皆不合法
自殺合法，协助自殺非法
自殺和协助自殺皆合法

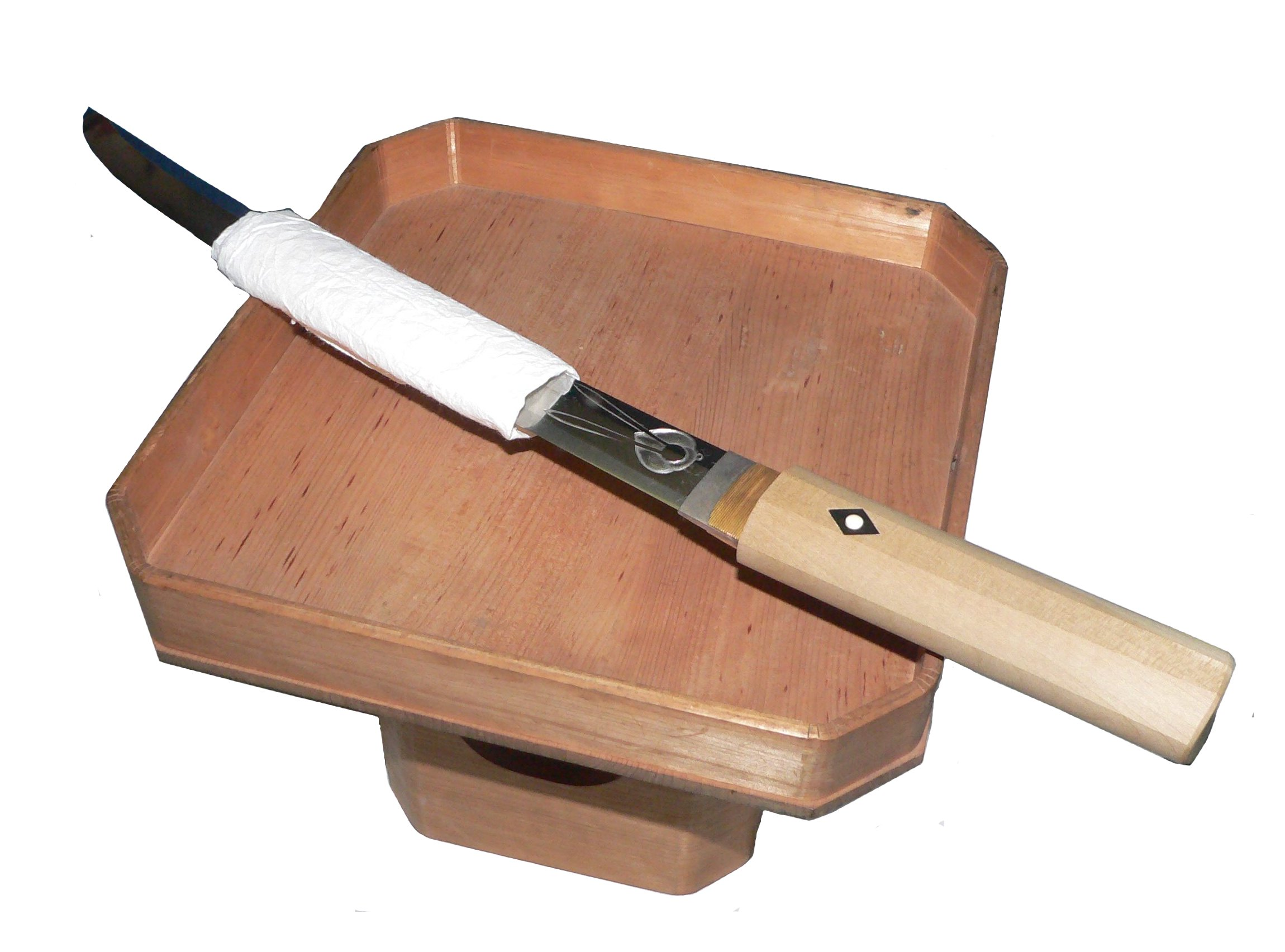
用于切腹自杀而准备的军刀。

在大多数西方国家，自杀不再是犯罪；尽管在19世纪时，大多数西欧国家都把它视作犯罪。许多伊斯兰国家仍旧将自杀视为犯罪。
在澳大利亚，自杀并不是犯罪。但鼓动、煽动、协助或唆使他人尝试自杀则属于犯罪行为，法律明确规定任何人有权使用“任何必要合理的行为”来阻止他人自杀。澳大利亚北领地在1996年至1997年的短暂时期内，曾允许医生通过合法形式辅助自杀。
目前，没有欧洲国家认为自杀或自杀未遂是犯罪。英格兰和威尔士也在1961年自杀法案中规定自杀并不犯罪，爱尔兰共和国则在1993年认定自杀无罪。“犯（自杀）罪”（commit）一词曾用于自杀行为属于违法行为的情况下，但现在许多组织已经因该词所带来的负面涵义而停用该词。
在印度，自杀仍为违法行为，且自杀未遂者的家庭可能会陷入法律上的困境。在德国，主动要求安乐死被视为违法，且自杀事件中任何目击证人可能被指控为在紧急情况下无作为的罪状。瑞士近期开始采取步骤来合法化针对慢性精神病患者实施辅助自杀的行为。洛桑市最高法院在2006年的一项判决中赋予一名长期患有精神疾病的无名氏患者采用自杀结束自己生命的权利。
在美国，自杀并非属于违法行为，但未遂自杀者却有可能会面临罚款的处罚。医生辅助自杀行为在俄勒冈州和华盛顿州是合法的。
在朝鮮，自殺和協助自殺皆屬違法行為，自殺者會連帶三代親屬面臨處罰。

#### 刑責
在大部份地區，自殺不是犯罪。但與人合謀自殺（相約一起自殺），或是協助他人自殺，且如果未全部死亡，则尚存活的人要負刑責，且大多為重罪。
现在在大部分西方国家已不再被刑事处罚。在大部分伊斯兰国家它仍是刑事罪。在20和21世纪，以自焚形式的自杀已被用作一种抗议手段，而神风特攻队和自杀性爆炸被用作一种军事或恐怖主义策略。

### 宗教观念

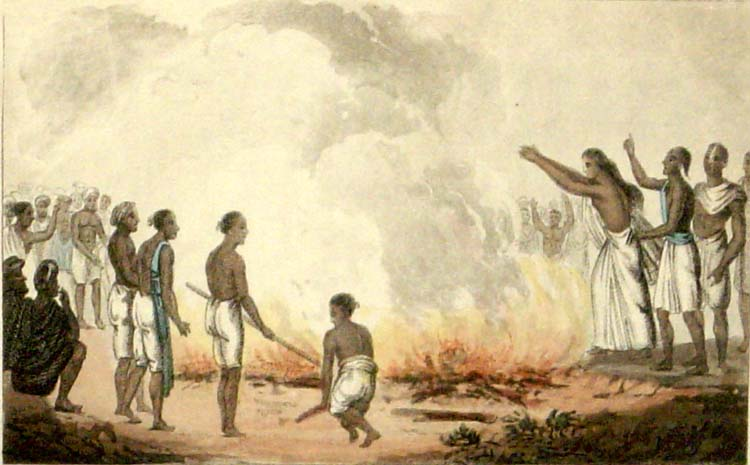
19世纪20年代，一名印度教孀妇正在丈夫尸体旁边自焚。

在基督宗教大多数教派中，自杀被视作一种罪，其主要基础源于中世纪时期许多颇具影响力的基督教思想家的著作，例如圣奥古斯丁和圣托马斯·阿奎那；但在拜占庭基督教查士丁尼法典中自杀却不被视作罪。在天主教的教义中，对此的争论则主要基于十诫中的“不可殺人”一条（源于新约中馬太福音19:18中耶稣的指示），以及生命为主的赐福，不得摒弃的观点，他们认为自杀是违背“自然秩序”的行为，与主对全球的总体规划不相符合。
但人们相信，精神上的疾病或者对苦难的极度恐惧使得自杀人群的责任心减少。而相反的说法则包括：十诫中的第六条更为准确的翻译应当是“汝不可谋杀”，而不一定适用于当事人本身；主赋予了人类自由的意志；自己剥夺自身的生命并不一定比因治愈某一疾病而违反主的意志的程度要高；而在圣经的记载中，一些主的追随者在自杀后并未受到悲惨的谴责。
犹太教则主张关注此生价值的重要性，因此，自杀等同于否定主在全世界的善举。此外，在极端的情况下，当犹太人面对要么被杀、要么叛教，而没有其他选择时，他们就会采取自杀的形式或集体自杀（参见马萨达和约克城等例子），在犹太教祷告文中甚至有一篇祷词以冷酷的方式提醒那些“当刀架在脖子上”的人和以死亡的方式“将生命献给主”的人（请参见殉教）。不同的犹太教机构对这种行为的看法褒贬不一，有些人认为这种行为是英勇殉教的典范，有些则认为他们不应以自杀的形式来期望获得殉教的名声。
伊斯兰教與其他的亞伯拉罕諸教相同，不允许自杀。
在印度教中不允許自殺，在现代印度教社会中，自杀所犯的罪恶等同于谋杀他人所犯的罪恶。印度教经文指出，自杀者将成为孤魂，在地球上游荡直至他如果没有自杀而最终死亡的那一刻为止。但印度教却接受人们拥有通过非暴力的形式加速死亡而结束自己生命的权利（right to die），这一行为在印度教中称为非暴力实践空腹死刑。但这种非暴力实践空腹死刑的人群范围严格限制在那些没有任何生的欲望或抱负、且在此生也再无其他责任的人。耆那教有一种类似的修行，被称之为三塔拉。在中世纪时期，殉夫自焚，又称寡妇自焚在印度教中非常普遍。
佛教與印度教接近，除非是殉教、為公共利益或者為了拯救他人而自殺，其餘自殺視為殺害一人。釋迦佛制戒中，凡比丘自殺以「波羅夷」（Parajika）罪論處，相當於殺人罪，而自殺未遂則相當於「偷蘭遮」（Sthulatyaya）罪。不過在佛教故事中，許多已經覺悟的阿羅漢自行選擇「入滅」，這是一種欣求解脫而厭惡五濁惡世的作為，如俗人為之，則為自殺罪，將墮落三惡道。
道教接受佛教思想，除非因為忠君孝親、救國救民等正當理由犧牲自己，其餘視為殺人，自殺者的靈魂每天都必須重複自己自殺的痛苦過程，此外，還將有兩種下場，一是監禁於枉死城，待註定的年壽已到，再由十殿閻君依照殺人罪，打入地獄受刑。另一種下場則更加悽慘，靈魂被自殺處的靈氣所困，必須造成另外一個人身亡，是為替身，方能使自己脫身，投入下一次的輪迴。
儒教或者儒家也反對自殺，如同前述，除非因為忠君孝親、救國救民等正當理由，其餘視為殺人，《孝經》：「身體髮膚，受之父母，不敢毀傷，孝之始也。」所以自殺犯了不孝的大罪。

### 哲学

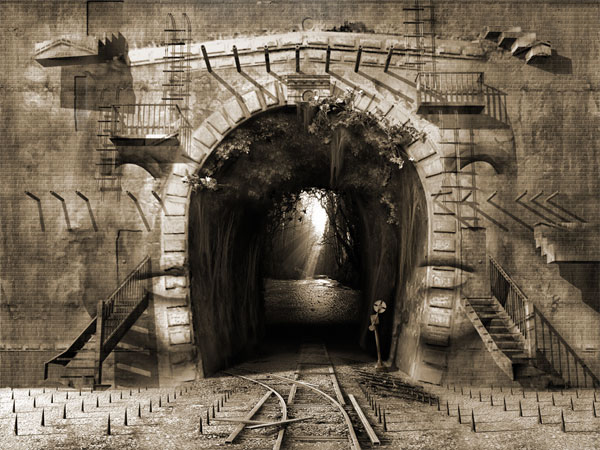
寻找出路，还是自杀意念： George Grie著2007年版。

自杀哲学提出了一系列问题，包括什么构成了自杀、自杀是否可能是理智的选择、以及自杀的道德容许度如何。自杀是否在道义上可以接受，哲学家们对这一问题的看法褒贬不一：有的强烈反对（认为自杀是违背伦理和道德的），有的则认为自杀是任何人神圣而不可侵犯的权利（即使对健康的年轻人也是如此），认为他们是在理智而不违背良心的情况下做出结束自己生命的决定的。反对自杀的哲学家包括一些基督教的哲学家，例如希波的奥古斯丁和托马斯·阿奎那、伊曼努尔·康德和颇具争议的约翰·斯图尔特·密尔——密尔重视自由和自主的重要性，因此他反对可能阻碍某人无法自主做出未来决策的选择。其他哲学家则认为自杀是个人的合法选择。这一观点的支持者则认为任何人都不应在违背自己意愿的情况下被迫受苦受难，特别是在患有无法治愈的疾病、精神疾病或年纪老迈而没有改善余地时。他们拒绝承认自杀行为永远是不理智的说法，认为自杀对于长期受到巨大疼痛或创伤的困扰的人群来说，是一个有效的最终解脱方式。更为激进的一种说法则认为，应当允许人们自由选择是生是死，不论他们是否受到折磨。这一思想流派的著名支持者包括：苏格兰经验主义者大卫·休谟和美国生物伦理学家雅各布·阿佩尔。

### 提倡

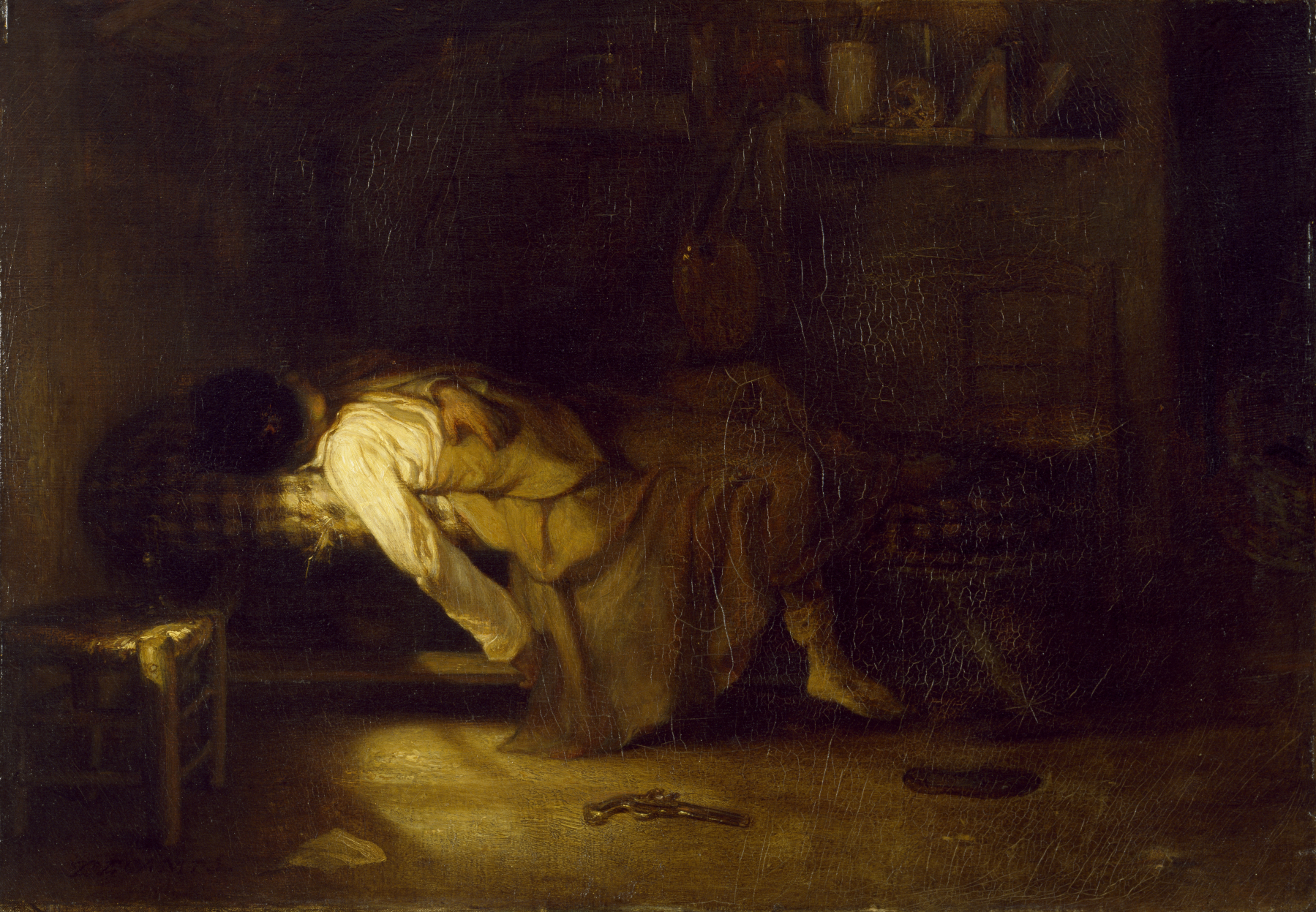
在这幅亚历山大-加布里·德康的画作中，整个色调，地板上的手枪和纸条都表现了在这里刚刚发生了一桩惨案；一名艺术家刚刚结束了自己的生命。

在许多文化和次文化中都不反對，甚至提倡自杀。日本早期，就有許多敗戰武士，甚至沒有敗戰，僅因宣揚個人理念，就選擇切腹自殺。第二次世界大战期间，大日本帝國政府就极力鼓励并吹捧神风敢死队式的袭击，認為其勇敢、光榮，这种袭击是太平洋戰爭接近尾声时，日軍飞行员为抵抗盟军，所采用的自杀式攻击。時至今日，日本自殺率仍高，但社会总体来说被视为对自杀行为表示“宽容”（请参见日本的自杀现象）。
通过互联网搜索有关自杀的信息（Suicide and the Internet）所得到的页面中，约10-30%均鼓励或促进自杀的企图。有人担心，这类网站可能将那些有自杀倾向的人群最终推向行动的边缘。 有些人还在网络上与此前的朋友或近期在聊天室或留言板（Internet forum）上认识的人们一起达成自杀协定。但是，互联网还能用来为边缘人士们提供社交场所，从而防止出现自杀的情况。
在《完全自殺手冊》中，作者尊重自殺者之選擇，認為“想活的话就要活得自在，想死的话也要死得自在”。

### 地点
有些地标因出现较高的自杀率而闻名于世。它们包括旧金山的金门大桥、日本的青木原、英国的比奇角和多伦多的布卢尔街高架桥。
自1937年金门大桥建成至2010年，已有1300多人从这里跳下自杀。许多出现频繁自杀的地点已经修建了围栏，以防止人们自杀。这包括多伦多的Luminous Veil大桥、巴黎艾菲尔铁塔和纽约帝国大厦上的围栏。截至2011年，金门大桥上也修建了围栏。总体来看，这些围栏非常奏效。

### 注目案例
一個集体自殺的例子是在1978年的瓊斯鎮，被殺和自殺有909位成員是人民圣殿教，此教由吉姆·琼斯所領導。結束生命的方法是喝下摻有氰化钾和許多處方藥的葡萄口味Flavor Aid。幾千位日本居民在1944年塞班島戰役的最後幾天犧牲生命，一些人從自裁崖及玉碎崖跳下。
由波比·山德士所領導的1981年爱尔兰绝食抗议，導致10人死亡。造成死亡的原因，被驗屍官記為“飢餓，自願性”而非自殺。但這在死亡的士兵家屬抗議後，死亡證明改為簡單的"飢餓"。在二次世界大戰期間，埃尔温·隆美尔被發現預知7月20日暗殺希特勒；在公開審判上，他被威脅除非自盡否則將對他的家人展開報復。
2019年5月13日，馬來西亞城市古晉一名16歲少女在Instagram貼文，詢問網民她應該活下去或是死亡，有69%人投給「死亡」。少女同日跳樓身亡，警方將案件列作「突然死亡」。
少女當日在貼文稱：「非常重要，幫我選擇生（Live）或死（Die）」，警方稱有31%人反對她了結生命。她同日在Facebook表示對生存感到厭倦，希望解脫。當局檢查少女手機後，發現少女曾在微信以中文向友人表達心聲，內容提及她對於後父在新加坡娶了越南女子感到受壓。

## 人類以外的自殺
在人類以外的動物也有相當於自殺的行為或者疑似自殺的行為，例如世界各地曾多次發現鯨魚和海豚擱淺海灘，牠們被人們送回海中後又掉頭重返海灘，最終死亡，原因不明。有說是海中環境有變，令牠們寧願冒死上岸也不願回海中；另一說是其中的成員的身體機能出現問題，引致擱淺。而動物的群體性生活習慣令其他同伴跟隨或「盲從」，引發集體死亡，看似自殺，但應視為意外而非有意識結束生命或意圖自殺較為妥當，例如：綿羊跳崖。
旅鼠常被傳說有自殺傾向，其實是人類主觀下的誤會。近期研究顯示：旅鼠只有在族群出現數量爆炸，現有環境無法再負擔牠們所需時才會出現跳海行為。和一般人的想像相反，旅鼠是游泳健將，加上體積小，體重輕，牠們能夠借水旅行相當長的距離。牠們之所以跳水乃是為了尋求新的、良好適當的生活環境，即使有相當的數量死於途中，這也絕不是自殺，反而是為了求取生存的非常手段。因此牠們能夠和人類一樣遍佈全世界。
沙门氏菌就有自杀式的行为，它们为了压制竞争细菌，则会对自身启动免疫系统反应。
一种叫做“Forelius pusillus”的巴西蚂蚁则采用自杀性的防御行为，每天晚上，均由一小批蚂蚁为了巢穴的安全，从外部将巢穴封死，然后离开默默死去。
碗豆蚜当受到瓢虫的威胁时会自身引爆，四处飞溅的爆炸物能够保护它们的同胞，有时甚至能够杀死瓢虫。某些种类的白蚁群中也有能够引爆自身的兵蚁，使得天敌身上覆满粘稠物质。
尽管在动物轶事中也曾报道有关狗、马和海豚自杀的现象，但仍旧缺乏确凿的证据。有关动物自杀方面的科学研究实在是寥寥无几。
非生物物體也會有一些被稱作「自殺」的設計。例如人工智慧在被電腦病毒入侵的情況下，會啟動殺毒程序，同時刪除自己體內的檔案，若情況嚴重者甚至會將自己關機、銷毀系統所有資料。這也算是一種自動化的自殺行為。